# Lentini Diramazione–Caltagirone–Gela-vasútvonal
A Lentini Diramazione–Caltagirone–Gela-vasútvonal egy normál nyomtávolságú vasútvonal Szicíliában Lentini és Gela között.
A Lentini Diramazione-Caltagirone szakasz 1889 és 1892-ben épült a Baccarini-törvény alapján.

## Története
A Caltagirone-Gela szakaszt 1911-ben keskeny nyomtávolságú vasútvonalként tervezték, de soha nem épült meg. A második világháború után újra tervbe vették, hogy Gela iparvárosát normál nyomtávú vasúttal érjék el, és végül 1979-ben nyitották meg. 2011. május 8. óta a Caltagirone és Gela közötti vasúti forgalom szünetel, mivel a 326,6. kilométernél, Piano Carbone és Niscemi között a Ponte di Piano Carbone híd összeomlott. A személyszállítást ezen a szakaszon vonatpótló buszokkal végzik. 2014. október 7-én az összeomlott híd megmaradt maradványait felrobbantották. A folyamatos vonatközlekedés újraindítását a híd újjáépítésével tervezik. 2022 júliusában kezdődött meg az új híd építése..

## Képgaléria

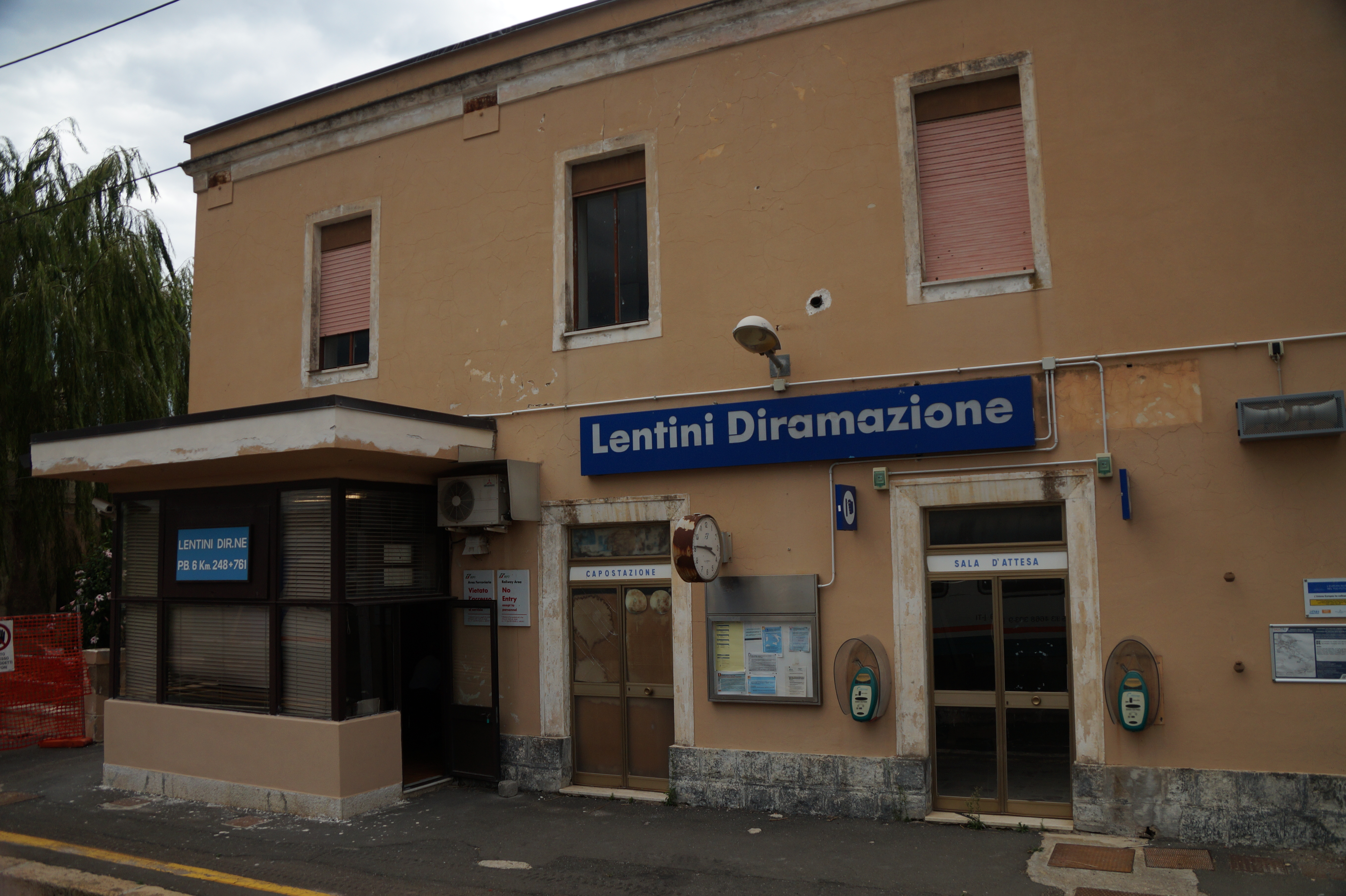
Lentini Diramazione
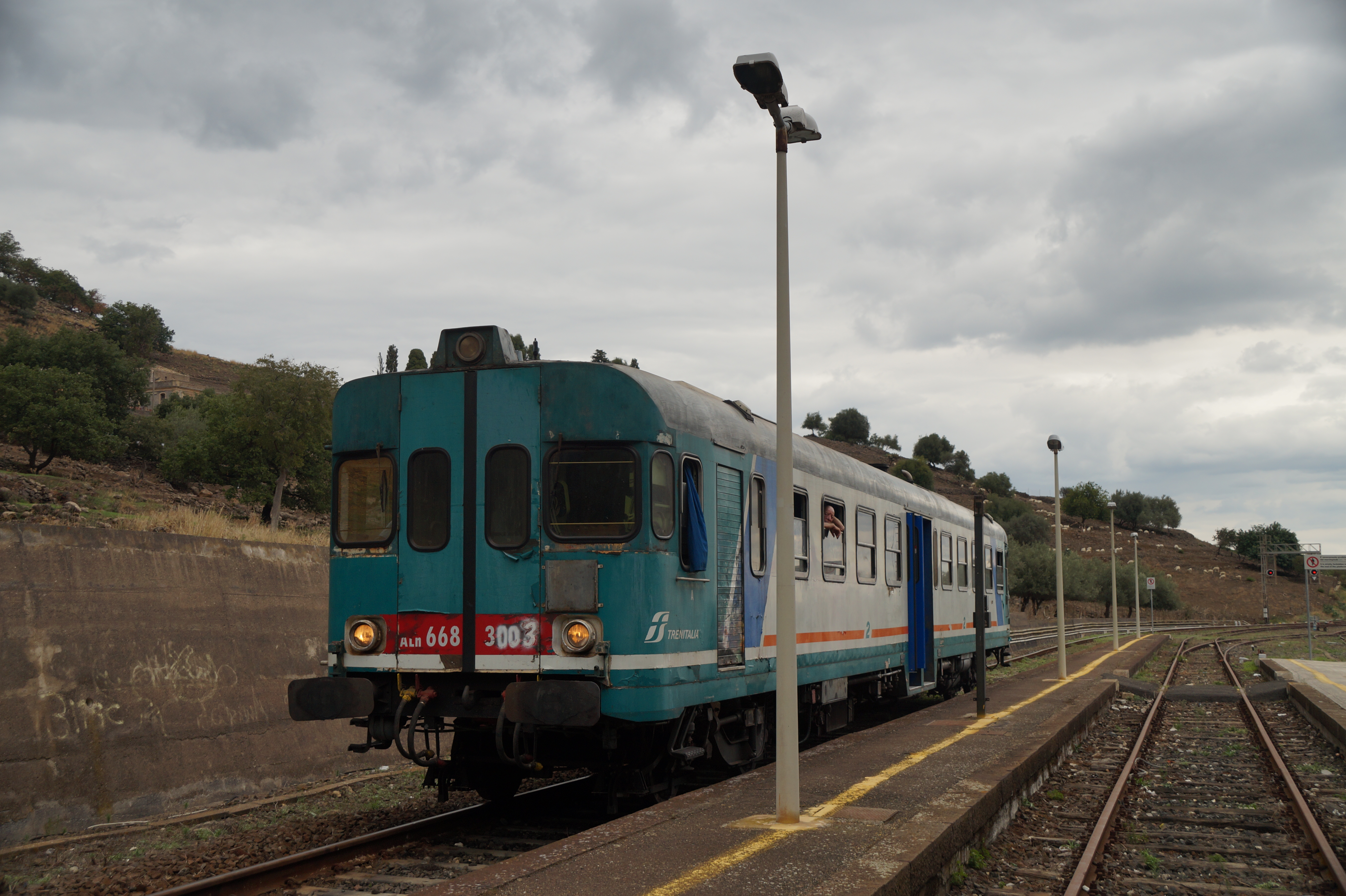
Dízel motorvonat Militellóban
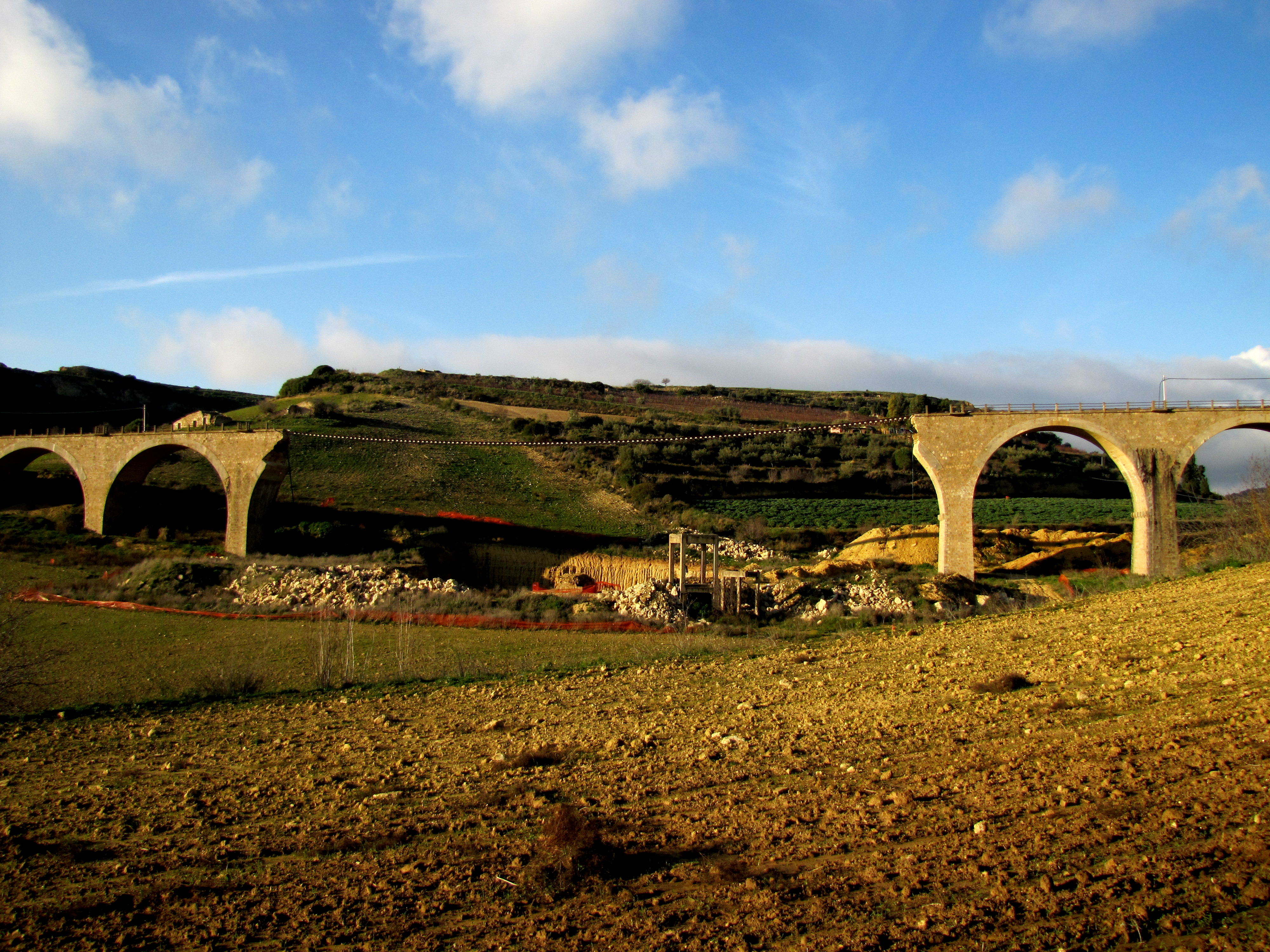
A leomlott híd Piano Carbone közelében
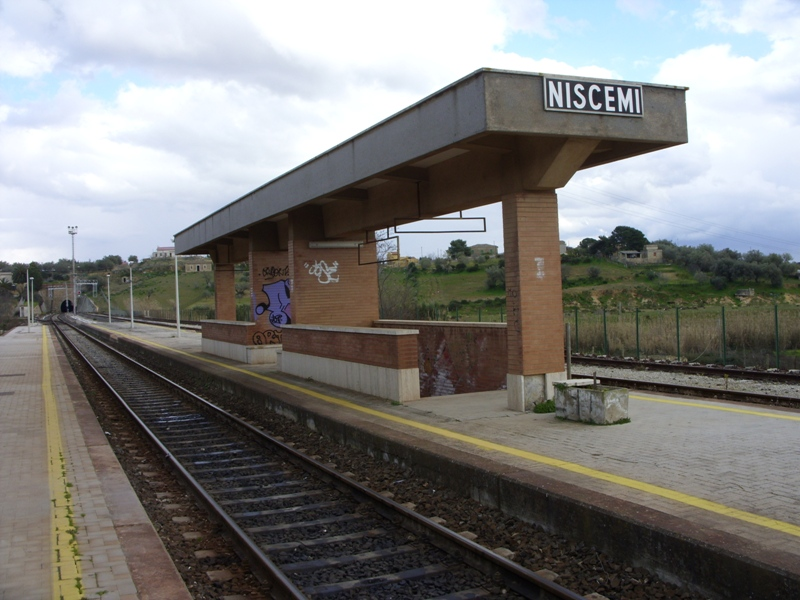
Niscemi állomás